# حمادة إمام
محمد يحيي الحرية إمام وشهرته  حمادة إمام (28 نوفمبر 1943 - 9 يناير 2016) هو لاعب كرة قدم مصري سابق كان يلعب كمهاجم في نادي الزمالك. شغل منصب نائب رئيس الاتحاد المصري لكرة القدم وعضو مجلس إدارة نادي الزمالك. هو ابن الكابتن يحيى الحرية إمام حارس مرمى نادي الزمالك ومنتخب مصر في فترة الثلاثينات والأربعينات ووالد اللاعب حازم إمام كابتن نادي الزمالك السابق، واشتهر بلقب «الثعلب».
ساهم مع نادي الزمالك في الفوز 3 مرات بالدوري العام المصري و4 مرات كأس مصر ومرة واحدة كأس أكتوبر، وشارك أيضاً دولياً مع المنتخب المصري لكرة القدم، وعمل بعد اعتزاله في مجال الإدارة كما عمل كمعلق رياضي.
كان أيضاً ضابط بالقوات المسلحة المصرية ووصل إلى رتبة عميد، وشارك في حرب أكتوبر عام 1973، وتوفي يوم 9 يناير 2016 إثر معاناته المرض، عن عمر يناهز الـ 72 عاما.

## حياته الشخصية

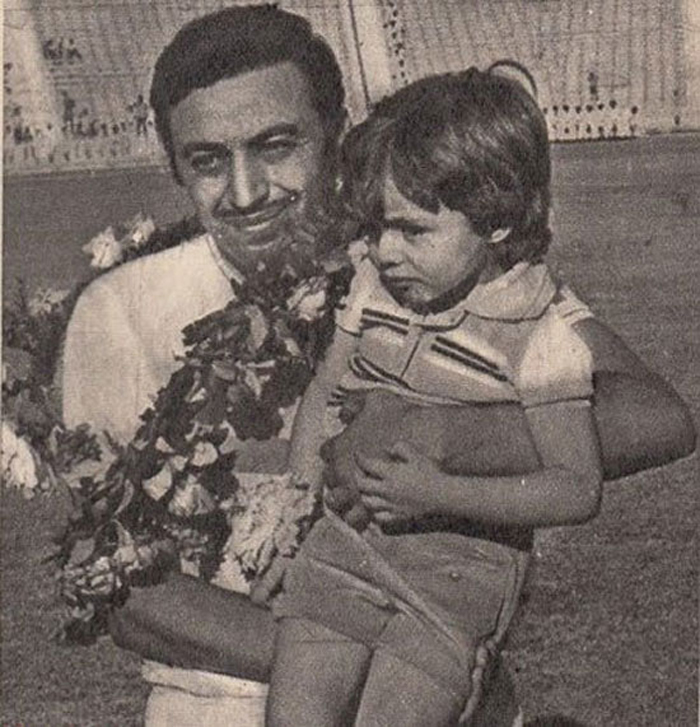
صورة تجمع بين حمادة إمام وإبنه حازم إمام

ولد في 28 نوفمبر 1943 في حي المنيرة بـالسيدة زينب المجاور لشارع القصر العينى بالقاهرة، تخرج في الكلية الحربية ليعمل ضابطا بالقوات المسلحة ليحال إلى المعاش برتبة عميد. كان والده ضابط سابق وحاكم لغزة عام 1954 وحارس مرمى المنتخب المصري، تزوج حمادة إمام من الدكتورة ماجي الحلواني وله منها اللاعب حازم إمام وأشرف إمام.

## حياته الرياضية

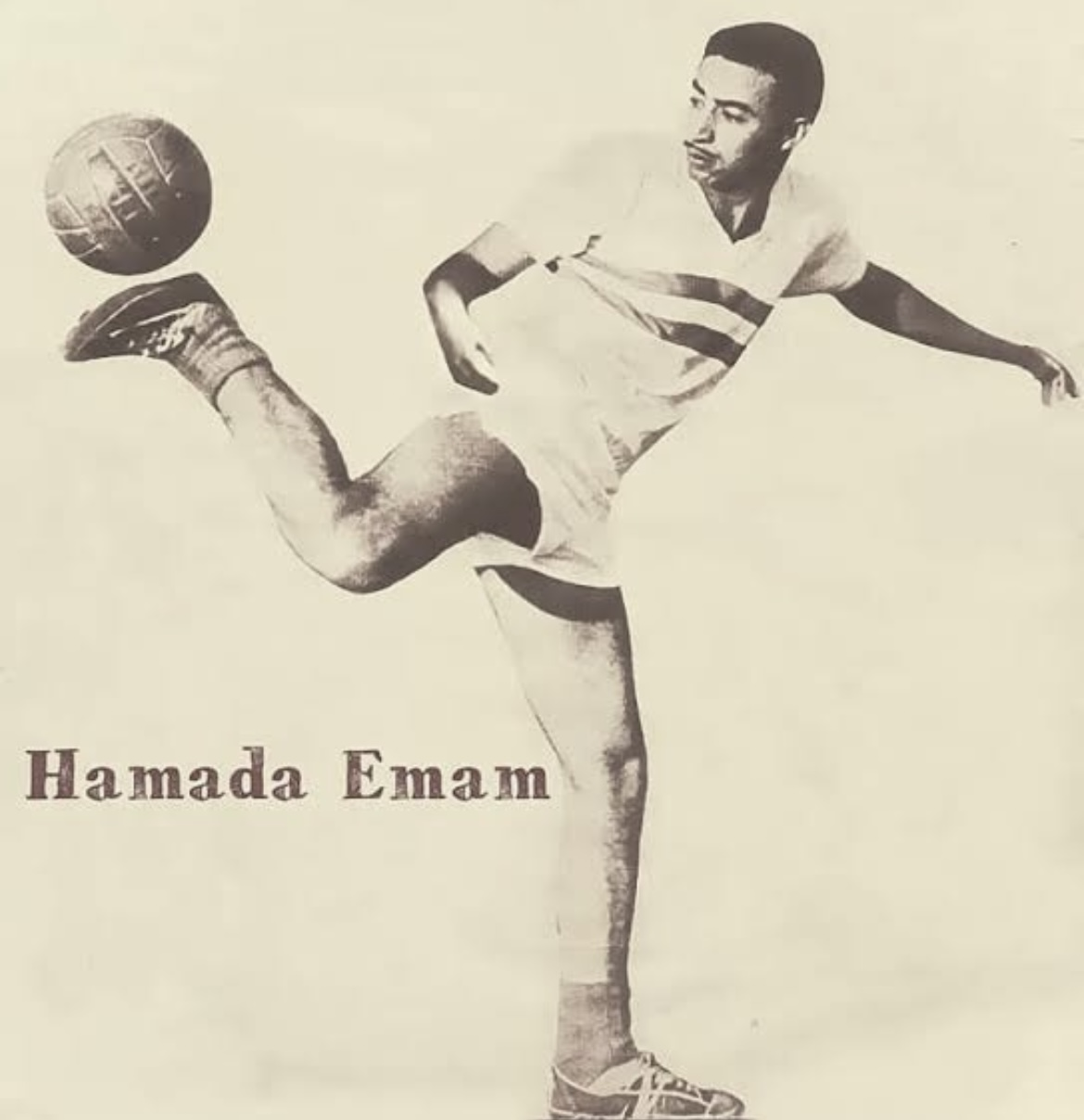
صورة للثعلب حمادة إمام تعود لعام 1962

انضم حمادة إمام إلى ناشئين نادي الزمالك في عام 1957، وقد حدث ذلك حينما شاهده الكابتن على شرف وقرر ضمه للنادى، والتحق بالفريق الأول في عام 1958 ليستمر معهم حتى عام 1974، وفي تلك الفترة، فاز حمادة إمام بألقاب الدوري المصري في ثلاث مناسبات والكأس في 4 مرات، كان حمادة إمام واحد من رفقة جيل الستينيات من عمر النور، ألدو ستيلا، أحمد رفعت، نبيل نصير، رأفت عطية، عبده نصحي، أحمد مصطفى، محمود أبو رجيلة وعلي محسن وغيرهم قدموا أفضل النتائج في تاريخ نادي الزمالك، حيث حققوا 3 بطولات للدوري خلال فترة الستينات، كما أنه لعب دور أساسي في حصول النادي على لقب الدوري مرتين على التوالي لأول مرة موسمي 1963-64 و1964-65.
لقب حمادة إمام باسم «محمد الخامس» وذلك يعود لقصة مع المشير عبد الحكيم عامر عام 1960، حين كان يبلغ من العمر 18 عاما، كان حمادة إمام حينها يلعب مع فريق تحت 18 عاما في الفريق الأبيض، ولكنه كان يلعب أحيانا مع الفئة تحت 20 عاما نظرا لمهارته، الزمالك تحت 20 عاما وصل لنهائي بطولة كأس مصر لملاقاة الأهلي، وانتهى اللقاء بالتعادل، ليقرر الاتحاد المصري إقامة مباراة إعادة بين الطرفين. أراد الزمالك أن يستعين بخدمات حمادة إمام في اللقاء لكنهم اكتشفوا أنه برفقة والده في قطاع غزة، إذ أن والده والذي كان حارسا لمرمى الزمالك أيضا، كان نائبا لحاكم قطاع غزة وأراد أن يتفرغ ابنه للدراسة، الزمالك خاطب المشير عبد الحكيم عامر لسابق معرفتهم بعشقه للفريق الأبيض، وعلى الفور قرر المشير إرسال طائرة حربية إلى غزة أحضرت حمادة إمام إلى القاهرة، حمادة إمام شارك في اللقاء وسجل 5 أهداف، ليفوز الفريق الأبيض على غريمه التقليدي بستة أهداف ويتوج بطلا لكأس مصر تحت 20 عاما.
تعتبر أشهر مباريات حمادة إمام في تاريخه، تلك التي لعبها ضد وست هام يونايتد الأنجليزى في 1966 وفاز بها الزمالك بنتيجة 5–1، حيث تألق إمام ضد بوبى مور وجيف هيرست وتريفور بروكينج وغيرهم من نجوم المنتخب الأنجليزى في ذلك الوقت ليسجل ثلاثة اهداف من أصل 5 سجلها الزمالك في ذلك الوقت. سجل إمام 6 أهداف في ديربي القاهرة (4 في مباريات رسمية و2 في مباريات ودية) للزمالك، وخلال مسيرته الكروية لم يخسر الفريق من الأهلي في مباراة رسمية لأكثر من عقد كامل، من عام 1962 إلى عام 1973، في جميع المسابقات. ومن أشهر أهدافه في الديربي ذلك الذي استخدم فيه ذكاءه في مرماه ضد الأهلي، حيث اخترق من الجانب الأيسر وسدد في الزاوية القريبة ليخدع الجميع.
عاني من سوء الحظ كثيرا بسبب توقف نشاط الكرة المصرية لأكثر من موسم نتيجة لهزيمة 1967. استُؤنف الدوري المصري عام 1971، وكان إمام حينها في الثامنة والعشرين من عمره. في الموسم الأول من عودة الدوري، كان الزمالك على وشك التتويج باللقب، إلا أنه بسبب ركلة جزاء مثيرة للجدل في مباراة دوري موسم 1971-72 بين الزمالك والأهلي، بعد شكوى من حكم المباراة، أُلغيت نتيجة الموسم. اعتزل إمام اللعب بعد رفع كأس أكتوبر عام 1974.
لعب إمام مع منتخب مصر لكرة القدم، لكنه لم يكن لاعبًا أساسيًا في التشكيلة الأساسية نظرًا لعمله كضابط في القوات المسلحة المصرية. شارك مع منتخب بلاده في كأس الأمم الأفريقية 1970 في السودان، وحصلت مصر على المركز الثالث. لقب حمادة إمام بالثعلب الكبير، وقد نال هذا اللقب نسبة لذكاءه الكبير في الملعب وقتما كان لاعبا.

## بعد الاعتزال

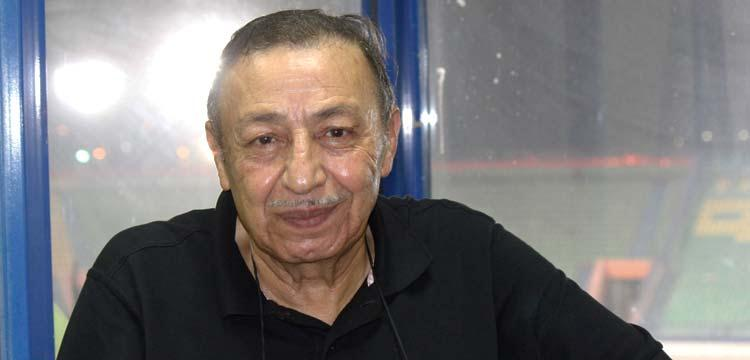
الكابتن حمادة إمام في عام 2013

اعتزل حمادة إمام كرة القدم عام 1974 واتجه بعدها للإدارة حيث عمل مديراً للكرة ثم عضوا بمجلس الإدارة في نادي الزمالك، وتدرج في العمل الإداري حتى وصل إلى منصب نائب رئيس الاتحاد المصري لكرة القدم في مجلس اللواء الدهشوري حرب.
عقب اعتزاله عمل معلق رياضي على التلفزيون المصري، وقام بتقديم برنامج «أهداف الأسبوع مع الثعلب» على قناة النيل للرياضية لأكثر من 10 أعوام.

## وفاته
توفي في 9 يناير 2016 على إثر معاناته مع المرض في إحدى مستشفيات القوات المسلحة.

## إحصائيات
| النادي  | المواسم | الأهداف |
| ------- | ------- | ------- |
| الزمالك | 1961-62 | 6       |
| الزمالك | 1962-63 | 19*     |
| الزمالك | 1963-64 | 11      |
| الزمالك | 1964-65 | 18      |
| الزمالك | 1965-66 | 11      |
| الزمالك | 1966-67 | 6       |
| الزمالك | 1971-72 | 3       |
| الزمالك | 1972-73 | 0       |
| الزمالك | 1973-74 | 0       |
| المجموع | 74      | 74      |

## الإنجازات
نادي الزمالك
- الدوري المصري الممتاز: 1959–60، 1963–64، 1964–65

- كأس مصر: 1957–58، 1958–59، 1959–60، 1961–62
- كأس أكتوبر: 1974

## وصلات خارجية
- حمادة إمام على موقع قاعدة بيانات كرة القدم.إي يو (الإنجليزية)
- http://www.footballdatabase.eu/football.joueurs.hamada.emam.92188.en.html